# Rossignol
Pour les articles homonymes, voir Rossignol (homonymie).
Taxons concernés
- plusieurs espèces de la famille des Muscicapidaemodifier

Le nom de Rossignol est porté par plusieurs espèces d'oiseaux de la famille des Muscicapidae :
- le Rossignol philomèle Luscinia megarhynchos (C.L. Brehm, 1831) — l'espèce commune en France,
- le Rossignol progné Luscinia luscinia (Linnaeus) 1758) — Russie orientale et Asie centrale,
- le Rossignol à flancs roux Tarsiger cyanurus Hodgson, 1845 — Asie du Nord,
- le Rougequeue noir (Phoenicurus ochruros) - Europe de l'Ouest,

ainsi que par 
- la Rousserolle turdoïde (Acrocephalus arundinaceus), dans la famille des Acrocephalidae,
- le Léiothrix jaune (Leiothrix lutea), dans la famille des Leiothrichidae,
- le Bulbul marron (Hemixos castanonotus), espèce d'oiseaux chanteurs de la famille des Pycnonotidae.

## Chant
Le rossignol (dans ce cas il s'agit du Rossignol philomèle) est réputé pour son chant, aux sonorités variées et harmonieuses. Selon le cas, on dit qu'il gazouille, pupule, siffle, gringotte, glousse.
Par analogie, on parle de rossignol pour désigner :
- un animal qui évoque le rossignol par son chant ;
- une personne qui chante admirablement ;
- un poète lyrique de talent.

## Argot
En argot, un rossignol est un article ou un objet de peu de valeur, voire défectueux. L'origine de cet usage vient, par analogie, du fait que l'oiseau est haut perché dans les arbres et que ces objets invendables (et invendus) sont généralement placés sur les plus hautes étagères dans un magasin hors de portée de la main puisqu'il faut un escabeau pour les atteindre.
C'est également le nom utilisé pour désigner une fausse clé.

## Symbolique

### Calendrier républicain
- Dans le calendrier républicain, le Rossignol était le nom attribué au 5e jour du mois de floréal[1], généralement chaque 24 avril du calendrier grégorien.